# Trinity (postać fikcyjna)
Trinity (pol. Trójca) – główna postać kobieca filmowego cyklu Matrix. W jej rolę wcieliła się Carrie-Anne Moss.

## Biografia postaci

### Matrix
Trinity została poczęta w sztucznym łonie i wyzwolona przez innych ludzi, już uwolnionych. Miała najwyższą po Morfeuszu rangę na prowadzonym przez nich statku – Nabuchodonozor. Pewnego razu Wyrocznia przepowiedziała Trinity, że zakocha się w Wybrańcu, który wyzwoli ludzi spod niewoli maszyn. Gdy więc Morfeusz twierdzi, że znalazł Wybrańca, Trinity dokłada wszelkich starań, by wyciągnąć go z Matrixa, co ostatecznie się udaje. Neo przechodzi trening na symulatorach i po pewnym czasie wraz z innymi członkami załogi Nabuchodonozora bierze udział w pewnej akcji. Wszyscy zostają jednak zdradzeni przez Cyphera – większość ginie, a Morfeusz dostaje się do niewoli agentów. Neo i Trinity uciekają z Matrixa, jednak potem postanawiają do niego wrócić, by uwolnić swojego przyjaciela. Staczają liczne pojedynki ze strażnikami chroniącymi budynek, w którym znajduje się Morfeusz przetrzymywany przez agentów. Na jego dachu porywają helikopter, Trinity decyduje się pilotować. Ostatecznie udaje im się uwolnić Morfeusza i dotrzeć do budki telefonicznej w metrze (połączenie z niej nawiązane jest jednocześnie wyjściem z Matrixa). Morfeuszowi udaje się ewakuować. Wtedy Trinity stara się coś powiedzieć Neo, ale rozmowę przerywa im agent Smith. Kobieta powraca do realnego świata, ale Neo nie ma już tej szansy, gdyż Smith niszczy słuchawkę telefonu. Po długiej walce i pościgu Neo ginie, zastrzelony przez Smitha. Wtedy Trinity pochyla się nad jego ciałem na statku i szepce, że Wyrocznia powiedziała jej, że zakocha się w Wybrańcu, dlatego też nie może umrzeć. Trinity wówczas całuje Neo, po czym ten zmartwychwstaje (według słów Morfeusza – Ponieważ jest Wybrańcem) i rozprawia się ze Smithem.

### Matrix Reaktywacja
Jednak w drugiej części to Neo gołą ręką wyjmuje z jej ciała kule i robi jej masaż serca, ratując jej życie. Potem Neo zatrzymuje maszyny i jednocześnie bez podłączenia trafia do stacji pomiędzy światem Maszyn a Matrixem.

### Matrix Rewolucje
Akcja trzeciej części dzieje się zaraz po zakończeniu drugiej. Trinity postanawia uwolnić Neo z dziwnego wymiaru, w którym się znalazł - między światem realnym a Matrixem. W tym celu udaje się wraz z Morfeuszem i Serafinem do Wyroczni. Ta doradza bohaterom, by udali się do Merowinga (znanego też jako Francuza), gdyż tylko dzięki niemu uwolnią przyjaciela.
Grupa postanawia najpierw znaleźć Kolejarza – jeszcze inny program, pracujący dla Francuza. Gubią go jednak po długim pościgu, więc udają się bezpośrednio do Merowinga. Ten początkowo nie chce oddać im Neo, mówi, że wyda go, gdy dostarczą mu oczy Wyroczni, jednak gdy wywiązuje się walka pomiędzy Morfeuszem, Serafinem i Trinity a jego ludźmi, kobieta wykorzystuje okazję i przykłada pistolet do jego głowy. Jest zdecydowana go zabić, gdyż jest zakochana, co potwierdza Persefona. Merowing niechętnie uwalnia więc Neo.
Ostatnie chwile przed decydującą bitwą ludzi z maszynami upływają dla Trinity i Neo w ciszy i spokoju. Ten drugi decyduje się w końcu wyruszyć na pokładzie jednego z poduszkowców do Miasta Maszyn, aby zakończyć wojnę. Trinity postanawia mu towarzyszyć. Oboje wyruszają na pożyczonym statku w kierunku powierzchni planety. Jednak podczas podróży okazuje się, że mają pasażera na gapę - a jest nim agent Smith, któremu udało się sklonować w ciało niejakiego Bane'a. Trinity zostaje przez niego obezwładniona, a Neo toczy ze Smithem pojedynek i wprawdzie pokonuje go, ale traci wzrok. Oboje kontynuują wyprawę, docierając na powierzchnię. Tam ukazują się ich oczom "pola uprawne" ludzi, obsługiwane przez maszyny. Neo każe Trinity lecieć wzdłuż trzech grubych przewodów, prowadzących do Źródła. Nagle atakują ich mątwy. Neo stara się swoimi nadnaturalnymi zdolnościami odeprzeć ich atak, jednak jest na to za słaby i mówi Trinity, by skierowała statek w górę, ku niebu. Przedzierając się przez czarne chmury i błyskawice, które niszczą goniących ich strażników, ich statek wyskakuje w końcu ponad chmury. Na widok słońca i oświetlanych przez niego chmur Trinity mówi tylko "Piękne". Chwilę potem statek znów zanurza się w chmurach i kieruje ku burzy, w końcu docierając do celu - konstrukcji, w której mieści się Źródło. Podczas lądowania ich maszyna rozbija się i Trinity zostaje przebita kilkoma kablami. W ostatnich słowach do ukochanego przypomina mu, jak już raz była blisko śmierci i nie zdążyła wtedy powiedzieć Neo tego, co chciała. Stwierdziła, że teraz ma taką okazję i mówi po prostu "Pocałuj mnie". Neo spełnia jej ostatnie życzenie i kobieta umiera.